# Club Deportivo Cultural Volante
Cultural Volante es un club de fútbol peruano, con sede en Bambamarca, provincia de Hualgayoc, en 
el departamento de Cajamarca. Fue fundado en 1973 y desde 2025 juega en la Liga 3, la tercera categoría del fútbol nacional.

## Historia

### 1973: Fundación
El club fue fundado el 7 de junio de 1973 en la ciudad de Bambamarca por un grupo de empresarios y transportistas. Su primer presidente fue Ciro Vega Hoyos y como socios fundadores estuvieron Carlos Vega Hoyos, Alfonso Saldaña, Marcial Vásquez, José Cerdán, entre otros personajes de la localidad.

### 1989-2023: Instancia en la Copa Perú
Fue campeón departamental de Cajamarca en 1989 y clasificó a la Etapa Regional de la Copa Perú 1990. Tras ser campeón de la Región II enfrentó a Juan Aurich, campeón de la Región I, para definir el ascenso a la Regional Norte de la Primera División del Perú. Empató 1-1 como local y perdió 1-0 de visita con lo cual el equipo chiclayano se quedó con la clasificación al Campeonato Descentralizado 1991.
En 2009 se creó la Liga Superior de Cajamarca contando con Cultural Volante como uno de los participantes de su primera edición. En ese torneo finalizó a mitad de tabla.
En la Liga Superior de Cajamarca 2010 fue subcampeón y clasificó a la Etapa Departamental. En esa etapa logró la clasificación a la Etapa Regional de la Copa Perú 2010 al eliminar a Sport Universitario por penales. Participó en el grupo A de la Región II donde fue eliminado por Unión Comercio, posterior campeón del torneo.
Fue nuevamente subcampeón de la Liga Superior de Cajamarca 2011 y volvió a clasificar como subcampeón departamental a la Etapa Regional de la Copa Perú 2011. Allí integró el grupo B de la Región II siendo eliminado en la última fecha al perder 2-0 con Universitario de Trujillo.
En 2018 retornó a la Etapa Departamental donde llegó hasta semifinales siendo eliminado por Asociación Deportiva Agropecuaria.
Clasificó a la Etapa Nacional de la Copa Perú 2019 como subcampeón departamental luego de vencer a Río Nilo por 2-0. Fue eliminado en dieciseisavos de final por Municipal de Agomarca. En la Copa Perú 2022 clasificó como campeón departamental a la Etapa Nacional donde fue eliminado en dieciseisavos de final por Señor de Mayo de Huancapata tras perder 5-3 como visitante y ganar 1-0 como local.

### 2024: El ascenso para la Liga 3
Nuevamente accedió a la Etapa Nacional de la Copa Perú 2024 como campeón distrital y provincial, y subcampeón departamental por detrás de FC Cajamarca; una vez ahí logra superar la fase regular donde culminó en la 19.ª posición. Ya en dieciseisavos su contrincante sería el Construcción Civil de Huánuco, rival a quien logra vencer con un 1-2 global a su favor. Llegando a octavos de final se volvería a cruzar con su compatriota FC Cajamarca, donde a pesar de ganar en la ida 3-1, quedarían eliminados luego de perder con un 3-0 en la vuelta, cayendo con un 3-4 en el global.
Pese a quedar eliminados en esa instancia, debido a que su compatriota FC Cajamarca accedió a la final de la Copa Perú y por ende ascendió a la Liga 2, Cultural Volante asciende a la nueva Liga 3 como su reemplazo.

## Datos del club
- Temporadas en Primera División: 0.
- Temporadas en Segunda División: 0.
- Temporadas en Tercera División: 1 (2025 - Act.).
- Mayor goleada conseguida:
  - En campeonatos nacionales de local: Cultural Volante 3:0 Juventud Cautivo (5 de julio de 2025), Cultural Volante 3:0 Universidad César Vallejo II (19 de julio de 2025).
  - En campeonatos nacionales de visita: .
- Mayor goleada recibida:
  - En campeonatos nacionales de local: .
  - En campeonatos nacionales de visita: Unión Santo Domingo 3:0 Cultural Volante (11 de junio de 2025).

## Rivalidades
Su tradicional rival en la ciudad de Bambamarca es el Club Dínamo.

## Entrenadores
- Julio Goicochea (1990)
- Carlos ‘Calín’ Delgado (2010)
- Martín Dall´orso (2011)
- Rufino Bernales Francia (2012)
- Efrain Larico Chirinos (2018)
- Jimmy Paúl Zamudio Saavedra (2019-2020)
- Tito Chumpitaz (2021)
- Jhoni Alexander Salazar Murga (2022)
- Carlos Escobedo (2023)
- Pedro Novella (2024)
- Marcial Salazar Orbe (2024)
- José Ramírez Cubas (2024)
- Mauro Reyes (2024)
- Leonardo Morales (2024)
- Erick Torres (2024)
- Gustavo Roverano (2025)

## Palmarés

### Torneos regionales
| Competición regional                  | Títulos                                         | Subcampeonatos          |
| ------------------------------------- | ----------------------------------------------- | ----------------------- |
| Liga Departamental de Cajamarca (2/4) | 1989, 2022.                                     | 2010, 2011, 2019, 2024. |
| Liga Superior de Cajamarca (0/2)      |                                                 | 2010, 2011.             |
| Liga Provincial de Hualgayoc (8/0)    | 1989, 1994, 2014, 2018, 2019, 2022, 2023, 2024. |                         |
| Liga Distrital de Bambamarca (6/2)    | 1989, 1994, 2014, 2018, 2023, 2024.             | 2019, 2022.             |